# A. Chal
Alejandro Salazar Pezo (Trujillo, Perú; 30 de mayo de 1989), conocido artísticamente como A. Chal (estilizado A.CHAL), es un cantante, compositor y productor discográfico peruano naturalizado estadounidense.
Lanzó su primer EP, Ballroom Riots, en 2013.
Complex lo nombró uno de los mejores artistas nuevos en 2015. Alcanzó la fama internacional con su sencillo "La dueña" en colaboración con el puertorriqueño Darell.

## Biografía
Alejandro Chal o conocido como A.CHAL, nació el 30 de mayo de 1989, en Perú y vivió allí durante 4 años antes de que su familia se mudara a Queens, distrito de la ciudad Nueva York. Su madre era de las zonas rurales del norte del Perú, mientras que su padre creció más cerca de las grandes ciudades peruanas. A los 12 años comenzó a rapear y comenzó a hacer ritmos con un amigo en el Boys & Girls Club poco después. En el año 2010, se mudó a Los Ángeles para seguir una carrera no solo como cantautor, sino también como compositor y productor.
Según Pigeons & Planes, nombra a A.CHAL como uno de los mejores artistas del 2015. Entre las actividades que realizó ese año estuvo la presentación que hizo para la revista Interview en Coachella.

## Carrera musical
A.CHAL lanzó su primer EP, titulado Ballroom Riots en 2013. El álbum tuvo cierto éxito, que logró en un acuerdo de publicación con Sony ATV. En junio del 2014, A.CHAL logra componer y producir la canción "Never Satisfied" de la actriz, cantante, bailarina, compositora, productora discográfica, diseñadora de modas, empresaria, productora de televisión, coreógrafa, perfumista estadounidense de origen puertorriqueño, Jennifer Lynn Lopez Rodríguez, más conocida como Jennifer Lopez. Dicha canción, pertenece al álbum A.K.A. de la cantante.
Luego pasó dos años fuera de la atención pública antes de comenzar a lanzar una variedad de singles en 2015. Sin embargo, después de esta aparición A.CHAL se mantuvo bajo perfil durante dos años antes de retomar sus actividades artísticas de manera muy diversificada. En el 2015 dio inicio a una serie de lanzamientos de sencillos, que uno tras otro fueron forjando su comunidad de seguidores.
Entre sus sencillos musicales destaca “Round Whippin”, el cual fue lanzado en el sitio web de The Fader. Luego de este debut online, fue estrenado mundialmente en el canal Beats1 de Zane Lowe’s; además de OVO Sound Radio.
En febrero de 2015, lanzó el sencillo "GAZI", que coprodujo con el compositor, productor e ingeniero, Justin Booth "Count Justice" Johnson, más conocido como Count Justice. En septiembre de ese año publicó su siguiente single “Vibe W / U”, el cual fue publicado en su cuenta de Twitter.
Al año siguiente, en el 2016, A.CHAL dijo presente en el Day N Nite Fest. Además, continuó con su serie de lanzamientos de sencillos, los cuales precedieron a su primer álbum de estudio al que llamó “Welcome to GAZI”, publicado en junio de 2016. Y a partir de ese estreno, A. CHAL ha publicado el videoclip de “Round Whippin” en apoyo con Complex, además de aparecer en pistas originales de Tess, Stwo y Ro James.
El 2 de junio de 2017, lanza su canción "Cuánto", en colaboración con el modelo estadounidense, artista de grabación de hip hop y compositor, Tariq Devega, mejor conocido por el nombre artístico A$AP Nast.
El 25 de enero del 2018, Alejandro lanza el remix de su canción "Love N Hennessy", junto al rapero estadounidense, Tauheed Heakeen Epps, conocido bajo su nombre artístico 2 Chainz y el cantante estadounidense de reguetón, Nick Rivera Caminero, más conocido como Nicky Jam.
En marzo de 2018, A.CHAL firmó con la disquera perteneciente a Sony Music Entertainment, Epic Records, donde dicha disquera es muy conocida por lanzar el disco más vendido de la historia, Thriller del cantante, compositor, productor discográfico, bailarín, actor y filántropo, Michael Jackson.
En noviembre del mismo año, Alejandro participa como compositor y productor en la canción "Bottled Up" de la cantante, compositora, actriz y bailarina estadounidense, Dinah Jane Milika Ilaisaane Hansen Amasio conocida simplemente como Dinah Jane, junto al rapero Ty Dolla Sign y el cantante, compositor y exvocalista de 2AM Club, Marc Griffin, conocido profesionalmente como Marc E. Bassy.
Ha colaborado con artistas de la talla internacional como C. Tangana, Nicky Jam, Darell, Lali Espósito y Stwo. E incluso, en abril del 2019, A. CHAL logra aparecer en el disco inspirado por la serie de HBO, basada en los libros de George R.R. Martin, Game of Thrones, con el tema "Me Traicionaste", junto a la cantante, actriz, compositora y productora española, Rosalía Vila Tobella, conocida simplemente como Rosalía. En dicho disco, se encuentran muchos artistas como ASAP Rocky, Chloe x Halle, Ellie Goulding, Jacob Banks, James Arthur, Lennon Stella, Lil Peep, SZA, The Weeknd, Travis Scott, Ty Dolla Sign, X Ambassadors y entre otros.
El 6 de mayo de 2020, Alejandro lanza la canción "Hollywood Love", en colaboración con el rapero, cantante y compositor estadounidense, Sergio Giavanni Kitchens, conocido profesionalmente como Gunna.

## Estilo musical
La música de A.CHAL generalmente encaja en los géneros de hip hop y R&B. USA Today ha descrito que su música está cayendo en algún lugar "en el espacio negativo entre el hip-hop, el R&B, el chillwave (género musical marcado por un alto uso de procesadores de efectos, sintetizadores, looping, samplers, y líneas vocales con bastantes efectos y melodías simples) y la música pop".
Mientras que los críticos identifican su estilo como casi “psicodélico”, “sedado” y “nebuloso”. Por su parte, se podría decir que Alejandro remezcla considera la voz del artista como “desesperada, sensual y escasa”.
Básicamente, sus composiciones están basadas en sus propias experiencias, tanto victoriosas como desagradables que apañan a la sociedad.

## Discografía
- 2013: Ballroom Riots (EP)
- 2016: Welcome to Gazi
- 2017: On Gaz

### Colaboraciones
- "Love N Hennessy (Remix)" (junto a 2 Chainz & Nicky Jam)
- "Me Traicionaste" (junto a Rosalía)
- "Cuánto" (junto a A$AP Nast)
- "Hollywood Love" (junto a Gunna)
- "LA DUEÑA" (junto a Darrell)
- "No te Pegas" (junto a C. Tangana)
- "100 Grados" (junto a Lali Espósito)
- "Out At Night" (junto a STWO)